# کیرونا ۶۲۷۳
سیارک ۶۲۷۳ (به انگلیسی: 6273 Kiruna، نامگذاری:1992ER31) شش هزار و دویست و هفتاد و سومین سیارک کشف شده‌است که در ۱ مارس ۱۹۹۲ کشف شد.
قدر مطلق سیارک برابر ۱۳٫۶۰ است.